# Adolf Kögler
Adolf Kögler (29. prosince 1825 Krásný Buk – 4. února 1895 Ústí nad Labem) byl rakouský inženýr a politik německé národnosti z Čech, poslanec Českého zemského sněmu a starosta Ústí nad Labem.

## Biografie
Byl inženýrem a stavitelem. Zaměřoval se na železniční stavitelství. Narodil se v Krásném Buku jako syn továrníka. Absolvoval vyšší reálnou školu v Litoměřicích a vystudoval inženýrské oddělení pražské polytechniky. Po studiích nastoupil jako úředník na ministerstvo obchodu. Předtím ještě krátce působil jako asistent profesora Johna na německé státní reálce v Praze. Po odchodu z ministerstva byl asistentem hlavního inženýra na stavbě železniční dráhy Praha-Drážďany a Ústí-Teplice. V letech 1853–1855 vedl v Děčíně stavbu řetězového mostu přes Labe. Na konci 50. let přesídlil do Vídně, kde ovšem žil v bídě. Na počátku 60. let se přestěhoval do Ústí nad Labem. Podle jiného zdroje žil v Ústí nad Labem od roku 1858.
V Ústí působil jako civilní inženýr. V roce 1862 patřil mezi zakladatele tělocvičného spolku. Byl členem výboru německo-rakouského Turnkreis. Od roku 1864 byl členem obecního výboru. Od roku 1877 byl městským radním. Dne 5. ledna 1887 se stal starostou Ústí nad Labem. Na funkci rezignoval ze zdravotních důvodů 21. října 1889. Po částečném uzdravení byl podruhé starostou od 16. března 1892. Fe funkci setrval do své rezignace 3. ledna 1895. Zasedal v zemské železniční radě, obchodní komoře a okresním zastupitelstvu. Krátce před smrtí mu byl udělen Řád Františka Josefa.
V 80. letech se zapojil i do vysoké politiky. V doplňovacích zemských volbách v roce 1880 byl zvolen na Český zemský sněm, kde zastupoval kurii městskou, obvod Teplice, Ústí nad Labem. Nahradil Adolfa Siegmunda.
Zemřel v únoru 1895 ve věku 70 let. Příčinou úmrtí byla srdeční mrtvice.
Jeho dcerou byla vídeňská politička Emmy Freundlich.